# NGC 5908
NGC 5908 este o galaxie spirală situată în constelația Dragonul. A fost descoperită în 5 mai 1788 de către William Herschel. Se află la o distanță de 51,1 de megaparseci de Pământ.